# Julio Osorio
Julio Osorio Ramírez (Santiago, Región Metropolitana, Chile, 14 de septiembre de 1959) es un exfutbolista chileno que jugaba en la posición de Delantero por la izquierda, militó en diversos clubes de Chile.

## Trayectoria
Julio Osorio se inició en las divisiones inferiores de Colo-Colo, club en el que debuta como profesional el año 1977 con solo 18 años, al no ver oportunidades las dos siguientes temporadas es enviado a préstamo a Regional Atacama. En el cuadro de Copiapó alineo en el debut del club en el profesionalismo el 20 de abril de 1980 ante Cobresal por la Segunda División, ganando por 2-1 con anotaciones de Franklin Lobos y Rubén González. El año 1981 consigue con el club Atacameño el ascenso a la Primera División.
En 1982 vuelve a Colo-Colo coronándose campeón de la Copa Chile 1982 y teniendo activa participación en el campeonato nacional aquel año. Después de un breve paso por Fernández Vial y Deportes Linares en 1983, arriba a Palestino en 1984, convirtiéndose en jugador titular del equipo. En el cuadro Árabe cumple destacadas campañas como llegar a la final de la Copa Chile 1985 y lograr el subcampeonato del Campeonato Nacional de 1986, en cuya definición Palestino cae ante Colo-Colo por dos tantos a cero. Después de cinco temporadas en Palestino pasa a Deportes La Serena, Rangers y Cobresal en 1990.

### Selección nacional
Fue seleccionado de Chile en el Torneo Preolímpico Sudamericano de 1984, en donde la Roja consiguió el subcampeonato y la clasificación a los Juegos Olímpicos de Los Ángeles 1984.

## Clubes
| Club               | País  | Año       |
| ------------------ | ----- | --------- |
| Colo-Colo          | Chile | 1977-1979 |
| Regional Atacama   | Chile | 1980-1981 |
| Colo-Colo          | Chile | 1982      |
| Fernández Vial     | Chile | 1983      |
| Deportes Linares   | Chile | 1983      |
| Palestino          | Chile | 1984-1988 |
| Deportes La Serena | Chile | 1989      |
| Rangers            | Chile | 1989      |
| Cobresal           | Chile | 1990      |